# Kościół św. Jana Nepomucena w Pilźnie
Kościół św. Jana Nepomucena (cz. Kostel sv. Jana Nepomuckeho) – rzymskokatolicka świątynia w Pilźnie (Czechy), na południe od Starego Miasta, w dzielnicy Pilzno 3, blisko Średniej Szkoły Przemysłowej, na placu Chodské Náměstí. Od 2017 pod opieką zakonu paulinów, dawniej pod opieką redemptorystów. Świątynia została zbudowana w 1911 roku. Wieże kościoła mają wysokość 63 metrów, krzyże na ich czubkach są koloru złotego.

## Galeria

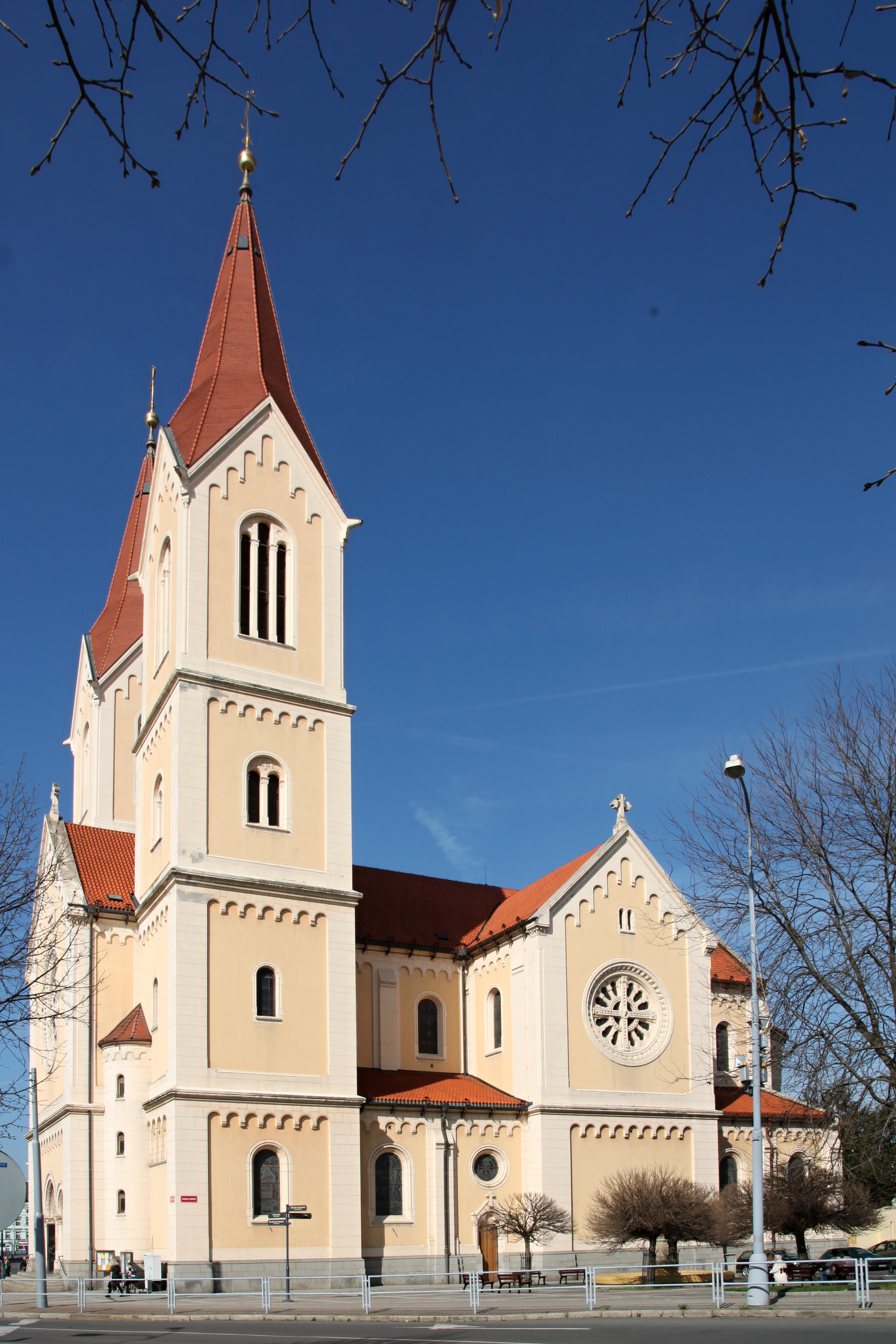
Widok z boku
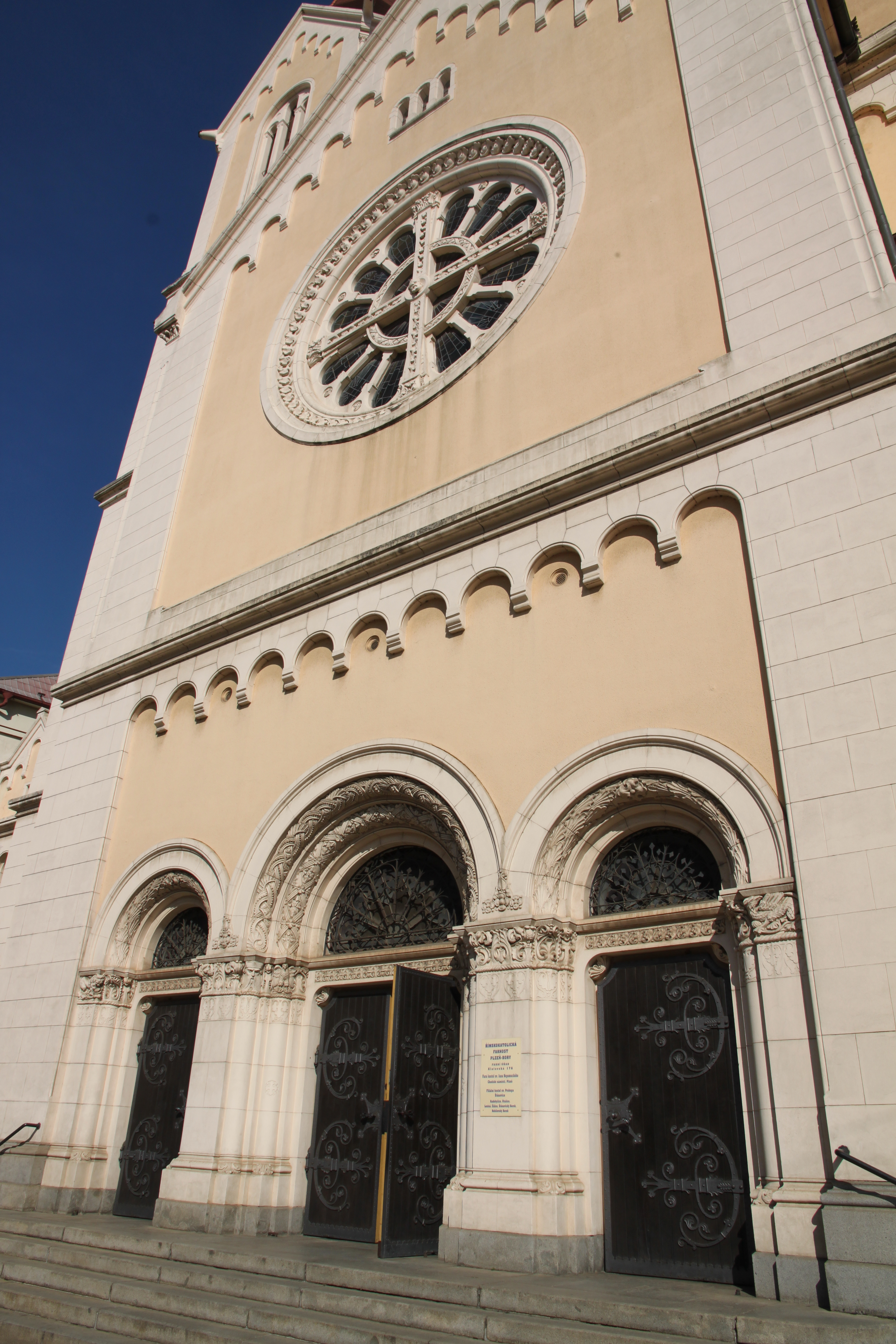
Wejście
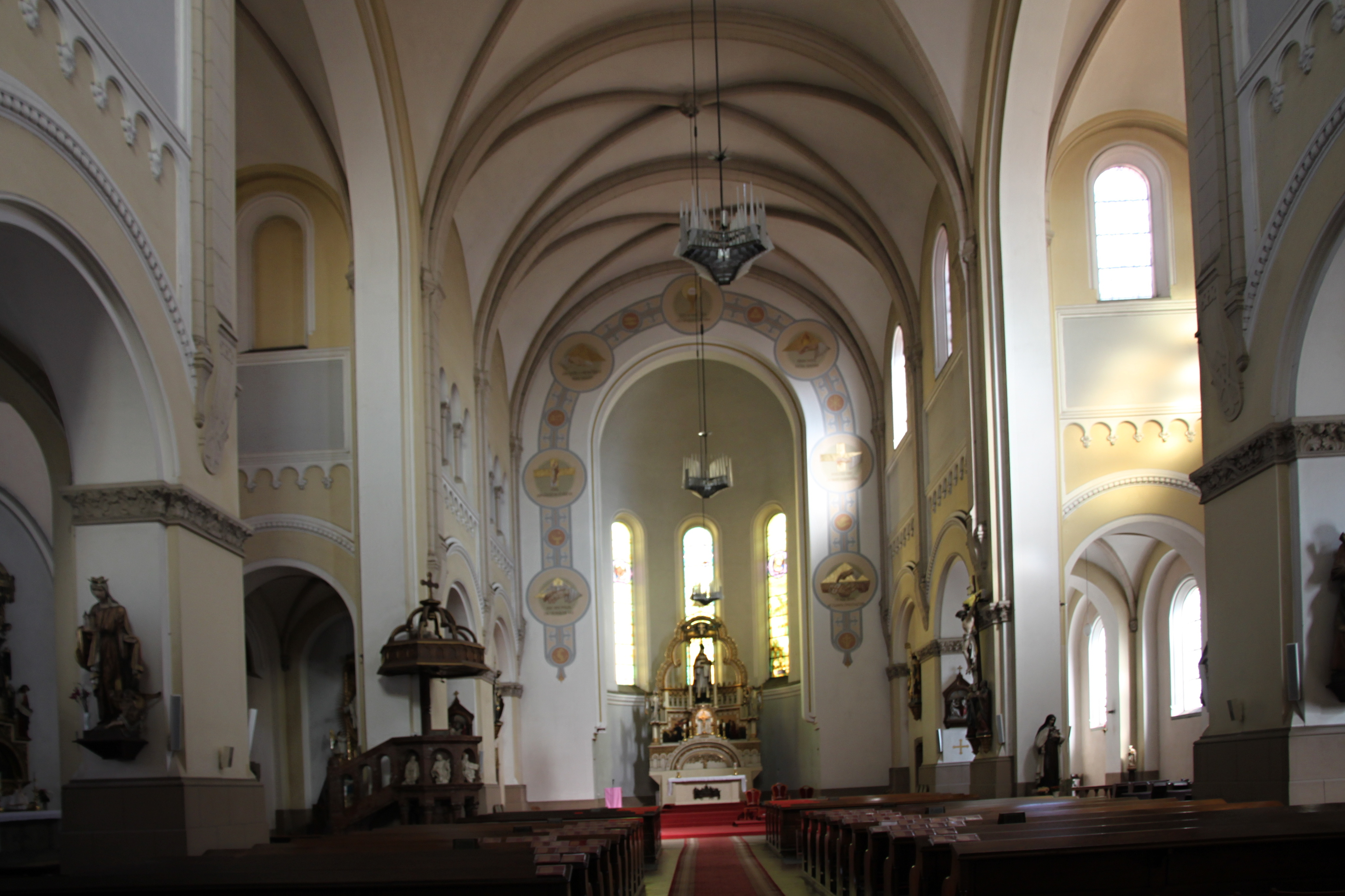
Wnętrze